# Charles Gordon (11e marquis de Huntly)
Pour les articles homonymes, voir Charles Gordon.
Charles Gordon (5 mars 1847 - 20 février 1937) est un homme politique libéral écossais. Il sert sous William Ewart Gladstone en tant que capitaine de l'honorable Corps of Gentlemen-of-Arms entre janvier et juin 1881. Il est 11e marquis de Huntly.

## Jeunesse et éducation
Huntly est le fils de Charles Gordon (10e marquis de Huntly), et de sa seconde épouse Maria Antoinette, fille du révérend Peter William Pegus, et devient marquis en 1863 à l'âge de seize ans. Il fait ses études au Collège d'Eton et Trinity College, Cambridge.

## Carrière politique
En 1870, Huntly est nommé Lord-in-waiting (whip du gouvernement à la Chambre des lords) dans la première administration libérale de William Ewart Gladstone, poste qu'il occupe jusqu'en 1873 et sert de janvier à juin 1881 en tant que capitaine de l'honorable Corps of Gentlemen-at-Arms (whip en chef du gouvernement à la Chambre des Lords) dans la deuxième administration de Gladstone. En 1881, il est admis au Conseil privé.
Outre sa carrière politique, Lord Huntly est Lord Rector de l'Université d'Aberdeen entre 1890 et 1896. Il a également publié Auld Acquaintances and Milestones et édité Records of Aboyne.

## Famille
Lord Huntly épouse Amy, fille de Sir William Cunliffe Brooks, 1er baronnet, en 1869. Après sa mort en 1920, il épouse en secondes noces Charlotte Isabella, fille de John H. Fallon et veuve de James McDonald en 1922. Les deux mariages sont sans enfant. Huntly meurt en février 1937, à l'âge de 89 ans, et son arrière-neveu, Douglas Gordon, lui succède. La marquise de Huntly est décédée en mai 1939.